# Szczuroskoczek zwinny
Szczuroskoczek zwinny, szczuroskoczek (Dipodomys agilis) – gatunek ssaka podrodziny szczuroskoczków (Dipodomyinae) w obrębie rodziny karłomyszowatych (Heteromyidae).

## Zasięg występowania
Szczuroskoczek zwinny występuje w południowo-zachodnich Stanach Zjednoczonych zamieszkując w zależności od podgatunku:
- D. agilis agilis – Los Angeles Basin i podnóża gór San Gabriel i San Bernardino w południowo-zachodniej Kalifornii.
- D. agilis perplexus – południowa część gór Sierra Nevada, góry Tehachapi i San Gabriel, północna część San Fernando Valley w południowo-zachodniej Kalifornii.

## Taksonomia
Gatunek po raz pierwszy naukowo opisał w 1848 roku amerykański przyrodnik William Gambel nadając mu nazwę Dipodomys agilis. Holotyp pochodził z Los Angeles, w hrabstwie Los Angeles, w Kalifornii, w Stanach Zjednoczonych.
Na podstawie analizy sekwencji molekularnych D. agilis należy do grupy gatunkowej agilis wraz z D. simulans i D. venustus. Stwierdzono, że Dipodomys simulans, wcześniej zaliczany do tego taksonu, różni się kariotypowo (inny 2n), allozymicznie, morfologicznie (cechy zewnętrzne, czaszki i kości prącia) i ekologicznie; te dwa gatunki są prawdopodobnie sympatryczne w Cajon Pass, oddzielający góry San Gabriel i San Bernardino. Inne prawdopodobnie dawne miejsca sympatryczne zostały prawdopodobnie pochłonięte przez rozwój miejski. Autorzy Illustrated Checklist of the Mammals of the World rozpoznają dwa podgatunki.

### Etymologia
- Dipodomys: gr. δίποδος dipodos „dwunożny”, od δι- di- „podwójnie”, od δις dis „dwa razy”, od δυο duo „dwa”; πους pous, ποδος podos „stopa”; μυς mus, μυός muos „mysz”[11][12].
- agilis: łac. agilis „zwinny, aktywny”, od agere „wprawić w ruch”[12].
- perplexus: łac. perplexus „zmieszany, niejasny, dwuznaczny”, od plexus „spleciony, przeplatany”[12].

## Morfologia
Długość ciała (bez ogona) samic 107–113 mm, samców 115–125 mm, długość ogona samic 170–192 mm, samców 170–195 mm, długość ucha 13–15 mm, długość tylnej stopy 40–46 mm; masa ciała samic 63–78 g, samców 66–79 g.

## Ekologia
Szczuroskoczek zwinny zamieszkuje pokryte chaparralem zbocza gór aż do granicy lasu. Preferuje piaszczyste gleby, w których może wykopywać nory. Nie ma informacji na temat rozmnażania, przypuszcza się jednak, że w miocie rodzą się zwykle 2 młode. Szczuroskoczek żywi się głównie nasionami. Uzupełnieniem diety są owady i zielone części roślin. Jest gatunkiem nocnym.